# أمبوك سلوري
أمبوك سلوري (الاسم العلمي:Ompok siluroides) هو نوع من الأسماك يتبع جنس الأمبوك من فصيلة السلوريات.